# Kuldbjerg
Kuldbjerg ligger i Sydjylland og er en lille landsby med 9 ejendomme, beliggende ved Gadbjerg. Landsbyen befinder sig i Vejle Kommune og hører til Region Syddanmark.
Tidligere har en børnetøjsbutik ved navn Humlebien været drevet i Kuldbjerg. Nu er der årligt julemarked sidst i november.
Fra Kuldbjerg er der knap 6 kilometer til Jelling og 6 kilometer til Givskud. 
|  | Denne artikel om lokaliteten Kuldbjerg kan blive bedre, hvis der indsættes et (bedre) billede. Du kan hjælpe ved at afsøge Wikimedia Commons for et passende billede eller lægge et op på Wikimedia Commons med en af de tilladte licenser og indsætte det i artiklen. |

55°46′43″N 9°21′31″Ø / 55.77861°N 9.35861°Ø